# Trichopeltina
Trichopeltina — рід грибів родини Microthyriaceae. Назва вперше опублікована 1914 року.